# 黑斑電鰩
黑斑電鰩（學名：Torpedo fuscomaculata），又稱黑斑電鱝，為軟骨魚綱電鰩目電鰩科電鰩屬的一種。分布於西印度洋，從肯亞至南非厄加勒斯角，包括桑吉巴、馬達加斯加、模里西斯、塞席爾群島海域 ，深度0至439公尺，本魚有一個圓形的胸鰭盤和兩個背鰭，第一個背鰭的基部完全位於腹鰭之上，尾巴有脊狀側折和小尾鰭，氣孔邊緣有小乳狀突起，體色一般為黃色或紅棕色，上面有許多緊密排列的深棕色斑點，然而，深色斑點的數量、大小和分佈在不同族群上有巨大差異，體長可達64公分，棲息在河口、潮間帶至較深的礁石區，為底棲性魚類，屬肉食性，以魚類和頭足類為食，體具有發電器官，用來防禦或捕食，卵胎生，繁殖期在夏季，生活習性不明。